# Листоед аконитовый
Листоед аконитовый (лат. Galeruca laticollis) — вид листоедов (Chrysomelidae) из подсемейства козявок (Galerucinae).

## Описание
Верх тела жуков буровато-жёлтый, длиной 6,0—9 мм. Голова полностью чёрная. На боковом крае переднеспинки имеется выемка. Обитают на разнотравно-злаковых лугах, питаются на осоке и аконите.

## Распространение
Распространён в северной части Палеарктического региона от восточной Франции до Амурской области.